# Leptoiulus minutus
Leptoiulus minutus är en mångfotingart som först beskrevs av Carl Oscar von Porat 1889.  Leptoiulus minutus ingår i släktet Leptoiulus och familjen kejsardubbelfotingar. Inga underarter finns listade i Catalogue of Life.